# Segle XV
El segle XV, que inclou els anys compresos entre 1401 i 1500, suposa la transició entre l'edat mitjana i l'edat moderna. Segons el criteri utilitzat, aquesta nova era comença amb el descobriment d'Amèrica en 1492 o bé amb la caiguda de Constantinoble el 1453. Ambdós fets ressalten la fi de la Mediterrània com a centre del món i l'expansió cap a noves terres. El segle està marcat per una forta estabilitat política a Europa, endinsada en un seguit de guerres per delimitar l'abast dels reis, cada cop més podersosos, i pel canvi de paradigma cultural que suposa l'arribada del renaixement a Itàlia i a Espanya

## Política
A Europa continua la Guerra dels Cent Anys, amb els canvis de fronteres que suposa. Destaquen diversos enfrontaments, com la batalla d'Agincourt que va suposar el triomf dels anglesos sobre els francesos o la batalla de Grunwald (1410), la qual acaba amb la victòria dels aliats polonesos i lituans i marca la fi del domini germànic sobre l'est del continent. La mítica figura de Joana d'Arc emergeix en aquesta guerra, que finalitza amb la batalla de Castillon, on l'artilleria seria decisiva, marcant un punt d'inflexió en l'armament bèl·lic futur. Posteriorment es va produir la Guerra de les Dues Roses a Anglaterra.
Bizanci continua la seva llarga guerra contra l'Imperi Otomà que acaba el 1453 amb la caiguda de Constantinoble. Aquesta derrota va suposar grans canvis per a Occident: al xoc psicològic de la desfeta i el posterior saqueig, que les fonts de l'època consideraven impensable, va unir-se el tancament de les rutes comercials entre Europa i Àsia, fet que va provocar la recerca de nous camins per arribar a Orient i així va iniciar-se l'era de l'exploració, dominada inicialment pels portuguesos (que buscaven bordejar Àfrica per esquivar el bloqueig turc de la Mediterrània) i espanyols (que van dirigir-se a l'oest i així van arribar a Amèrica. Sobresurten les figures de Vasco da Gama, Cristòfor Colom i Bartolomeu Dias. El mite de Dràcula es basa en la figura de Vlad Ţepeş, qui va viure en aquesta època i va posar fre a l'expansió otomana cap a Europa.
El 1469 es produeix el matrimoni de Ferran el Catòlic amb Isabel de Castella, amb la unió de les dues cases reials (si bé van continuar mantenint la seva independència i ordenacions pròpies). La monarquia que van impulsar, basada en un ràpid creixement territorial i el cristianisme com a factor vertebrador, va posar fi a la Reconquesta amb l'expulsió definitiva dels musulmans de la Península. També va aprovar l'expedició de Colom que va culminar amb el descobriment d'Amèrica.
La dinastia Ming assoleix la seva màxima expansió territorial, amb la capital a Beijing. Els inques assoleixen també el seu màxim desenvolupament. A l'Índia regna el Sultanat de Malwa. Sunni Ali inicia l'expansió shongai amb la conquesta de Mali. El Japó, dins el Shogunat Ashikaga, viu el Període Sengoku, de gran inestabilitat.

## Economia i societat
El segle xv és un període de grans canvis econòmics. Les ciutats creixen i amb elles ho fa la burgesia, enriquida amb el comerç que cada cop més ambiciós i involucra rutes llunyanes. Per això sorgeixen els bancs públics, per donar crèdit a expedicions impossibles de costejar per a un particular. Aquestes empreses necessitaven una comptabilitat més rigorosa i Benedikt Kotruljević va idear el sistema de partida doble, que consistia a apuntar en dues columnes els béns i els deutes i mirar que cada moviment comercial suposés un canvi en ambdues columnes, per no desquadrar el resultat final quan hi havia nombroses partides i dilatades en el temps.
A Europa s'introdueix l'hospital psiquiàtric, si bé no amb les atencions dels bimarestan àrabs. És sobretot un centre d'asil de persones malaltes perquè no estiguin pel carrer i afectin a l'ordre públic, així com un alleujament per a les famílies més necessitades, que no poden fer-se càrrec dels pacients com sí que fan els nobles amb els seus parents afectats.
Augmenta la varietat de llegums i verdures de la dieta mitjana, amb el conreu massiu de la carxofa, la mongeta verda o la pastanaga. El Maestro Martino recull les receptes de moda de l'època i aposta per una cuina més natural, sense les salses fortes plenes d'espècies de la cuina medieval.

## Invencions i descobriments
Es va perfeccionar la caravel·la i aquest nou vaixell, juntament amb un astrolabi millorat, va permetre viatges llargs amb menys risc, ajudant a les grans exploracions portugueses i castellanes, especialment els viatges de Colom a Amèrica, un nou continent anomenat erròniament "les Índies" al començament perquè l'almirall creia haver arribat a Orient. Amb aquests viatges la Mediterrània deixa de ser el centre comercial per excel·lència i es veu substituïda pels oceans.
Sejong va crear el hangul, el sistema d'escriptura coreà. S'inventen el filaberquí, que permet foradar de manera senzilla la fusta i estalviar temps de feina al fuster; el paracaigudes (com a mínim sobre plànol, ja que existeixen dubtes sobre la seva eficàcia) i l'arcabús, un tipus d'arma de foc que seria àmpliament usat per les tropes d'infanteria. Es publica l'Imago Mundi, un compendi de cosmologia i cartografia que suposa una evolució respecte als mapes medievals, ja que per exemple es col·loca el nord a dalt i es diferencien zones climàtiques. Es produeixen avenços en criptografia.
Però sense dubte l'invent més rellevant del segle és la impremta de Johannes Gutenberg (1450). Els xinesos ja feia segles que usaven tipus mòbils de fusta per imprimir els seus llibres però Gutenberg va crear tipus metàl·lics que van millorar la resistència del material. Eren possibles perquè les llengües europees eren alfabètiques i aleshores amb un nombre limitat de planxes es podia compondre qualsevol text, a diferència dels ideogrames xinesos, més complexos. Igualment va millorar la premsa, inspirant-se en el procés d'aixafament del raïm per obtenir vi, i va crear el seu taller d'impremta per encàrrec a Magúncia. De seguida van sorgir impremtes a les principals ciutats europees i la difusió de llibres va augmentar de forma exponencial, així com la circulació d'idees i traduccions que permetia. Per aquests motius la impremta és considerada un dels avenços més notables de la cultura.

## Art, cultura i pensament
Itàlia, amb el seu Quattrocento, entra en el ple Renaixement artístic, que posteriorment s'exportarà a la resta del continent. Leonardo da Vinci pinta obres de caràcter religiós com La Mare de Déu i el clavell, El Sant Sopar o Mare de Déu de les roques (Louvre), que influirien en altres artistes, especialment en l'ús de la perspectiva i la representació dels éssers humans. Boticcelli, amb El naixement de Venus, és un dels pintors de més renom de l'època. També dins de la pintura té lloc el moviment dels primitius flamencs entre els quals destaca Jan van Eyck, autor d'obres com El matrimoni Arnolfini, on es veu el gust pel detall i el retrat d'interiors d'aquesta escola. El David (Donatello) és l'escultura més reeixida del període.
En arquitectura les grans innovacions van ser els espais amples, plens de llum i la influència grecollatina. Filippo Brunelleschi va construir el Duomo de Florència, amb una cúpula que combinava les tècniques antigues amb els càlculs matemàtics moderns. Es comença a construir la Ciutat Prohibida xinesa. A Amèrica, s'edifica el recinte del Machu Picchu, la seu inca de més rellevància.
La literatura del segle XV es va beneficiar àmpliament de la impremta i del nou paper de les ciutats, ja que va augmentar el nombre de lectors potencials de cada obra, que ja no eren únicament nobles i religiosos. El segle d'or valencià va donar lloc a Tirant lo Blanch, una de les novel·les cavalleresques de més èxit, i als poemes d'Ausiàs March, que ja presenten un amor diferent al trobadoresc i més propers als models que Petrarca havia instituït el segle anterior. Es va compilar el Yongle Dadian, una de les grans enciclopèdies xineses.
La llengua de cultura continua sent el llatí, però les noves obres literàries ja s'escriuen totalment en les llengües nacionals respectives. Aleshores comencen els moviments per estandarditzar-les. Sorgeixen obres com el Catholicon, un diccionari francès-bretó-llatí, o la gramàtica d'Elio Antonio de Nebrija per al castellà, la primera d'un idioma romànic.
L'església catòlica entra en crisi, amb moviments com el de Girolamo Savonarola, precedent de les crítiques protestants. El papat perd poder envers els reis, malgrat les decisions del Concili de Constança, que posa fi al Gran Cisma d'Occident i el doble papat. En aquest concili es condemna a la foguera a Jan Hus,qui havia iniciat un moviment de reforma eclesiàstica i va ser declarat heretge, un altre dels antecessors del protestantisme. Els seus seguidors van iniciar les guerres hussites, inici de les guerres de religió modernes. El poder catòlic és desafiat també per Enric VIII d'Anglaterra, el qual crea l'anglicanisme després de les seves disputes amb el Papa pels seus successius matrimonis. S'estableix la Inquisició espanyola que en aquesta primera etapa va perseguir sobretot els jueus convertits que continuaven practicant la seva fe en secret, amb tortures, execucions i confiscacions de béns dels sospitosos declarats culpables. Tomàs de Torquemada encarna la imatge de l'inquisidor per excel·lència L'antropocentrisme creixent limita la influència de l'església en la vida quotidiana de la gent, si bé continua sent el màxim referent moral.
En filosofia, triomfa l'humanisme que havia sorgit al segle xiv. Els pensadors més importants són Marsilio Ficino, qui va recuperar el platonisme i va teoritzar sobre art; Giovanni Pico della Mirandola, el qual proposa el respecte a la diversitat religiosa i d'idees que seria una de les conquestes més rellevants de l'època moderna; Nicolau de Cusa, qui adapta el pensament teològic medieval als nous temps i per acabar Nicolau Maquiavel, autor d'El príncep, obra on es discuteixen els principis d'utilitat política i la raó d'estat. Aquest llibre, inspirat en Cèsar Borja, ha estat considerats un dels més influents de la història pel paper que atorga als governants, pragmàtic i lluny de l'idealisme clàssic.

## Referències

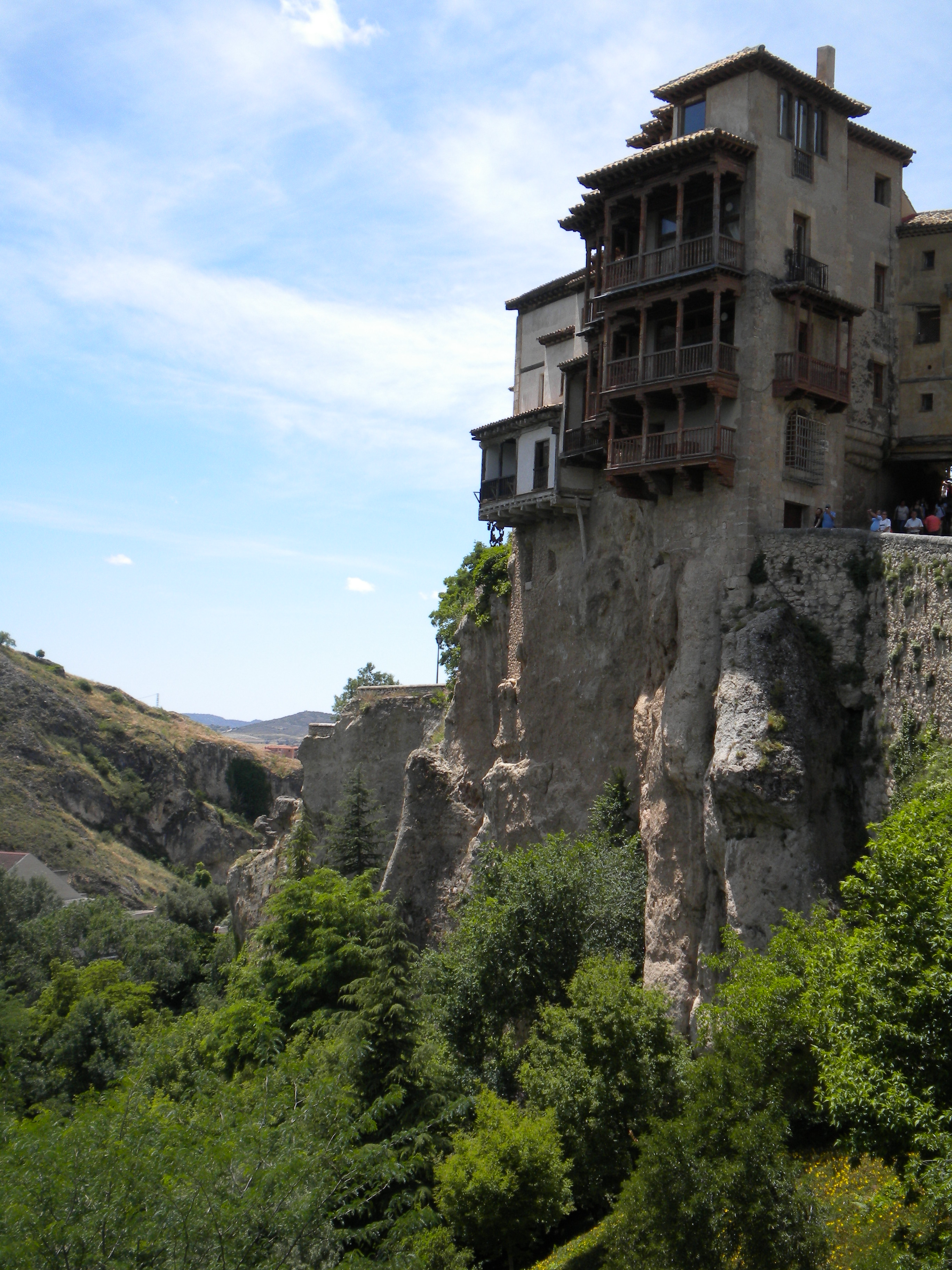
Conca, Espanya - Segle XV.